# Кіптявник рудий
Кіптявник рудий (Myiotheretes fuscorufus) — вид горобцеподібних птахів родини тиранових (Tyrannidae). Мешкає в Перу і Болівії.

## Поширення і екологія

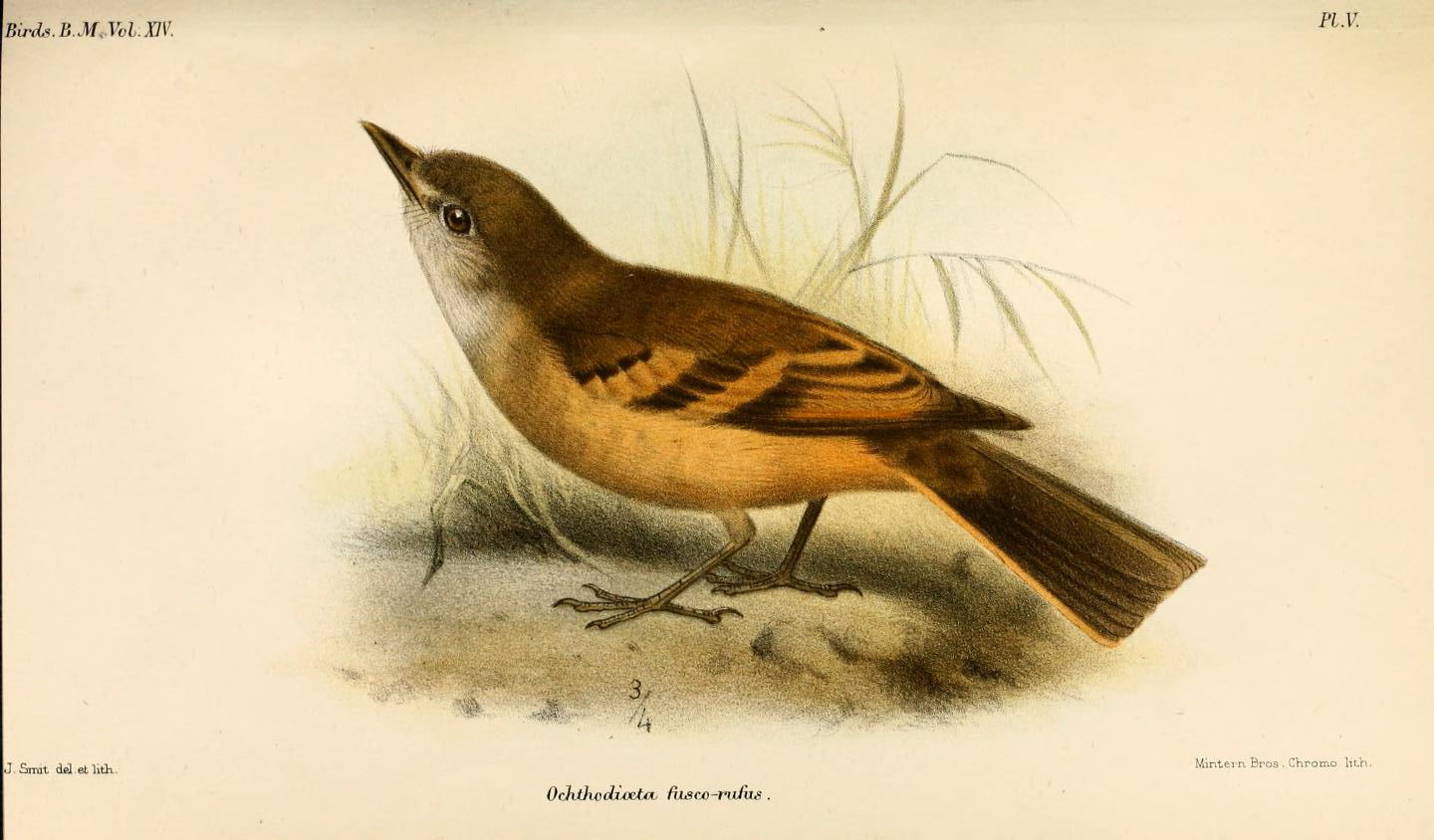
Рудий кіптявник

Руді кіптявники мешкають на східних схилах Анд в Перу (на південь від Куско і Пуно) і Болівії (на південь до Ла-Паса і Кочабамби). Вони живуть у вологих гірських тропічних лісах. Зустрічаються поодинці або парами, переважно на висоті від 1900 до 3550 м над рівнем моря. Живляться комахами.